# Basilica della Natività di Maria (Maria Roggendorf)

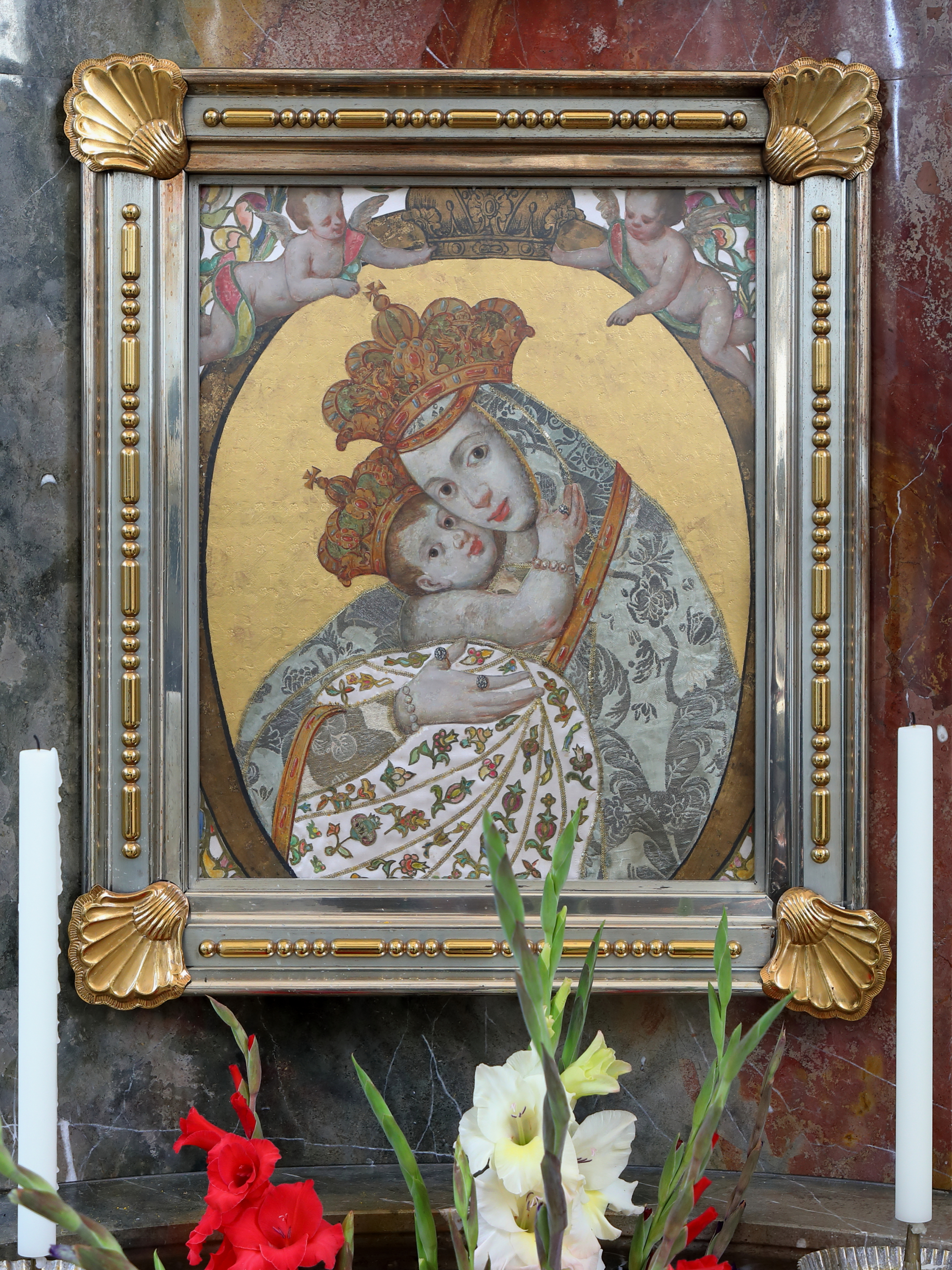
L'amorevole Maria con Bambino, su cuoio – XV secolo.

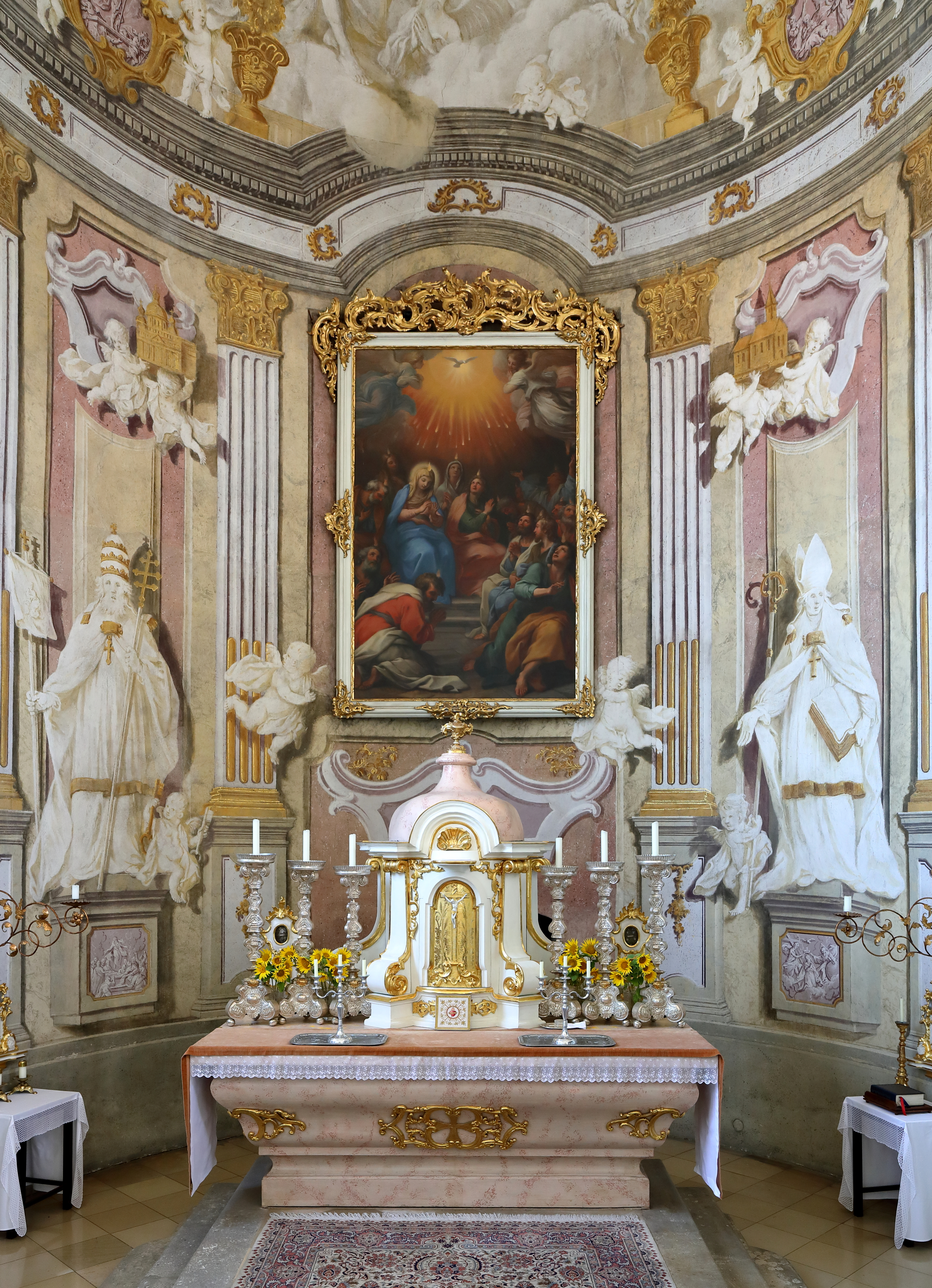
Coro con volta affrescata ed altare indipendente

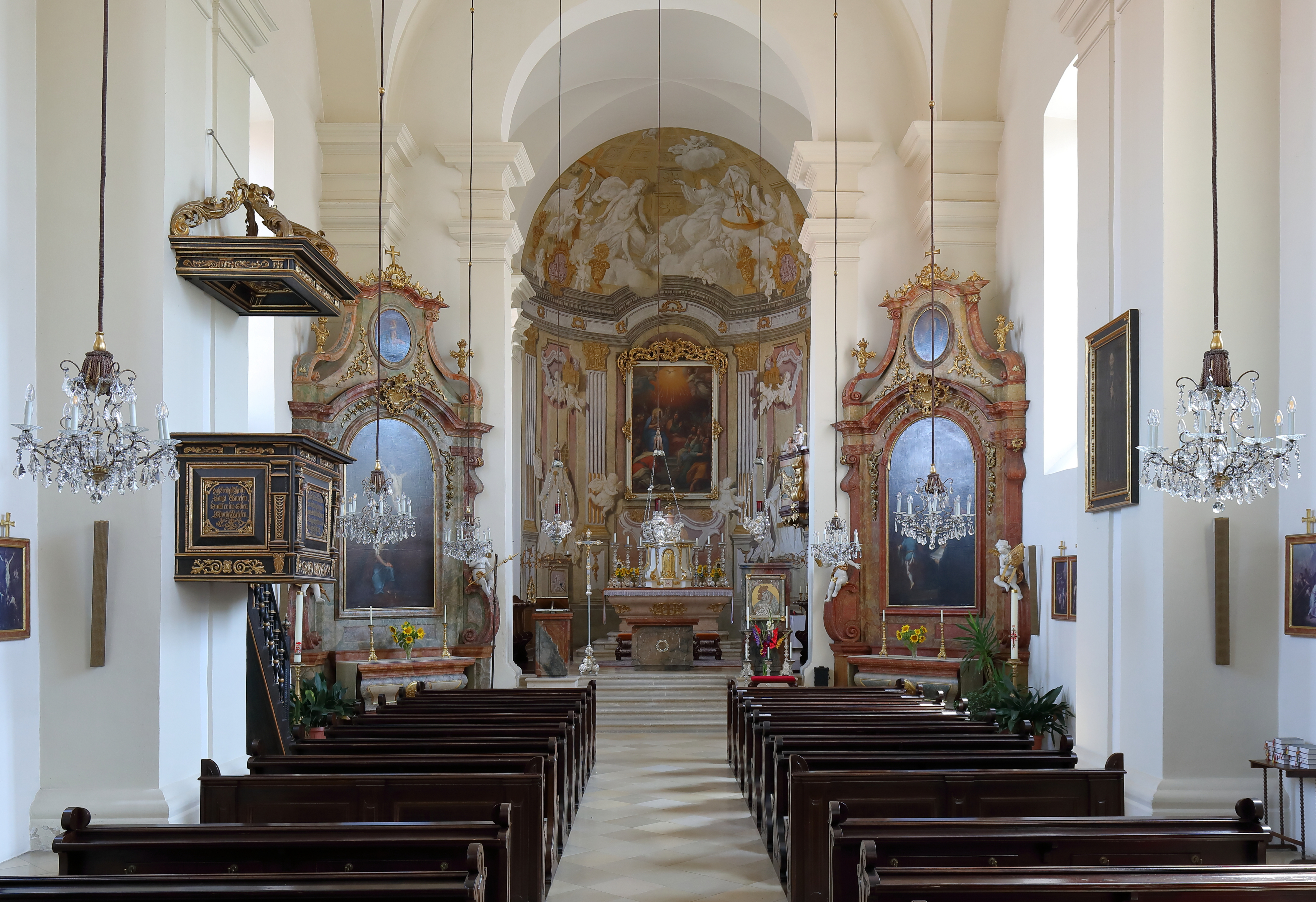
I due altari laterali con dipinti di Martin Johann Schmidt

La basilica della Natività di Maria è un santuario cattolico di Maria Roggendorf, frazione del comune di Wullersdorf, nella Bassa Austria. Nel 1988 fu elevata alla dignità di basilica minore.

## Storia
La ben proporzionata aula della chiesa, con una torre campanaria sulla sommità del coro, venne eretta tra il 1651 e il 1653 dal convento di Göttweig e architettonicamente seguì i dettami dei successori del capomastro del barocco Cipriano Biasino.
Dopo l'incendio del 1695, si procedette fino al 1696, all'erezione della torre ed al rinnovamento della chiesa, secondo i progetti dell'architetto Carlo Antonio Carlone.
Dopo il rifiorire dei pellegrinaggi nel XVII secolo, la chiesa divenne, nel 1782, chiesa parrocchiale.
I pellegrinaggi ebbero termine nel 1785 a causa del giuseppinismo.
Dopo il restauro del dipinto della Grazia, risalente al XV secolo, il 14 settembre 1969, festa dell'Esaltazione della Santa Croce, su iniziativa del sacerdote benedettino (e futuro arcivescovo di Vienna) Hans Hermann Groër, la chiesa venne nuovamente consacrata e ripristinato il pellegrinaggio di ogni 13 del mese, in riferimento a quelli di Fátima.

## Descrizione

### Esterno
La navata semplice e svettante verso l'alto sotto una copertura a due spioventi è delimitata a un estremo dal portale principale, culminante verso l'alto con un timpano semicircolare, e dall'altro, sul lato del coro, con un altro timpano arcuato a volute con nicchie e culminante con una cupola.
La chiesa ha lungo la navata ed il coro finestre a traforo culminanti ad arco a sesto acuto di stile gotico.
Ci sono tre portali rettangolari con strombature bugnate, il portale principale occidentale ha la parte superiore a timpano. La torre campanaria è costruita sul cornicione del coro ed è costituita da un corpo a base quadrangolare a due piani, sostenuti da quattro pilastri d'angolo; la copertura del piano delle campane è circondata da cornicione, ai quattro angoli del quale si ergono, in corrispondenza dei pilastri, altrettante piramidi eguali e costituisce la base di una cupola sostenuta da un tamburo ottagonale ristretto e sormontata da una lanterna.

### Interno
La navata unica ed il coro sono piuttosto alti. La prima è a tre campate poggianti su paraste, con volta a crociera e doppia cintura di archi perimetrali su un sistema ad alta trabeazione sulle paraste. Essa fu completamente rinnovata nel 1695, dopo il crollo causato da un incendio.
Il balconcino costituente la sede dell'organo poggia su tre arcate con volta a botte ed ha un parapetto con la parte centrale a sbalzo. L'arco trionfale poggia su paraste. Le due crociere di volta del coro, terminante a semicerchio, poggiano su paraste con capitelli corinzi. A sud del coro vi è un oratorio ornato ed a molteplice arcuatura, risalente al 1762.

## Decorazioni
L'abside semicircolare contiene un affresco di falsa architettura con struttura a pilastri, travature e conche e figure in grisaglia dei santi Gregorio Magno e Altmann di Passavia su falsi piedestalli in rilievo, con la rappresentazione dell'Assunzione ed incoronazione di Maria. La Santissima Trinità e l'Ascensione di Cristo nella conca fu probabilmente dipinta inizialmente da Martin Johann Schmidt e completata dal suo allievo Andreas Rudroff verso il 1800.
Il quadro d'altare La Pentecoste è opera di Andreas Rudroff. L'altare indipendente con il tabernacolo, in stile tardo-barocco, fu realizzato verso il 1800.
Gli altari laterali in marmo, che si trovano a coprire gli angoli terminali della navata, leggermente girati verso il centro, presentano ciascuno un retablo con cornice a volute e furono realizzati verso il 1762 da Joseph Pollak. I dipinti dei retabli, opera di Martin Johann Schmidt, mostrano a sinistra un Cristo in croce e nell'ovale superiore il Pentimento di Pietro, a destra la Morte di san Benedetto e nell'ovale superiore Santa Scolastica.
Il pulpito, rettangolare, fu realizzato nel 1767 da Jerig Sturm, il suo baldacchino è ornato da foglie di acanto e fu realizzato verso il 1700. Vi è una figura intagliata di Maria con il Bambino risalente al 1500 ed un crocifisso con le figure, che assistono, della Madonna e dell'apostolo Giovanni, risalente alla prima metà del XVIII secolo, una croce barocca con gli strumenti della Passione.
L'immagine della Grazia, rappresentante Maria con il Bambino, come variante del tipo Maria Ausiliatrice, con dipinti e guarnizioni di cuoio, venne originariamente chiamata così per la prima volta nel 1667 e ripresa nel XVIII secolo.
I due ceri pasquali risalgono al secondo quarto del XVIII secolo. I candelabri in ferro battuto del coro risalgono anch'essi al medesimo periodo. Nella sagrestia vi sono quadri votivi quali La Santissima Trinità, del 1732, il Naufragio, del 1761, un'immagine bizantineggiante della Madonna della Grazia con Bambino, inquadrata in una cornice tardo-barocca, ed un quadro di Maria Ausiliatrice, della prima metà del XIX secolo.
Il primo organo installato è opera di Matthäus Mauracher, che lo costruì nel 1880 e che fu ricostruito nel 1994 dal mastro organista Friedrich Heftner.